# Jazz journalism
El Jazz Journalism aparece tras la Primera Guerra Mundial como la tercera generación de la prensa de masas. Entre 1919 y 1926 surgen el Daily News, el Daily Mirror y el Daily Graphic, con un formato tabloide y con un papel primordial para las ilustraciones fotográficas, que en muchos casos ocupan toda la primera plana. Es una etapa marcada por la información sensacionalista, el amarillismo y el interés por todo tipo de escándalos que pudieran publicarse.
Respecto a las publicaciones no diarias, en 1922 el Reader's Digest comenzó a publicar versiones concentradas de artículos y otros textos procedentes de otras revistas. Esta idea del matrimonio Wallace tiene en la actualidad tiradas supermillonarias. Un año más tarde, Henry Luce ponía en circulación el primer número de la revista Time, convencido de la necesidad de profundizar en las informaciones y de una prensa semanal de mayor calidad. Luce también lanzó otro semanario de información económica Fortune con enorme éxito. Newsweek, principal competencia de Time, se fundó en 1933.
- Datos: Q6168399